# Sukkerfabrikken (Tranekær)
 For alternative betydninger, se Sukkerfabrikken. (Se også artikler, som begynder med Sukkerfabrikken)
Sukkerfabrikken blev opført af lensgreven Frederik Ahlefeldt-Laurvig, i 1804 som Danmarks første sukkerfabrik. Bygningen er placeret lidt syd for Tranekær Slot på Langeland. Englandskrigene havde medført sukkermangel og man forsøgte sig med sukkerproduktion fra kartofler, men drømmen om at producere sukker på fabrikken blev opgivet i 1810, da det aldrig lykkedes for Lensgreven at krystallisere sukkeret.

I stedet producerede fabrikken sirup, brændevin og øl. Den blev senere bolig for godsinspektøren og godsforvalteren. I 1980’erne og 90’erne var der produktionsskole i bygningen, ligesom Hjemmeværnet også har haft gavn af den gamle fabrik.
I 2004 overtog og totalrenoverede familien Heindorf Rasmussen (Trine Rasmussen, Mille Heindorf Rasmussen og Mads-Adam Heindorf) den gamle sukkerfabrik til et økologisk kursus- og retreat center, hvor der afholdes forskellige kurser, workshops, uddannelser, koncerter og andre arrangementer hele året rundt.